# Frank Worthington
Frank Stewart Worthington (født 23. november 1948, død 22. marts 2021) var en engelsk fodboldspiller, der spillede for en lang række klubber i sin 26 år lange karriere, flest kampe for Huddersfield Town og Leicester City. Han fik otte landskampe for England i 1974. 
Worthington var angriber og blev af en af sine trænere betegnet som "arbejderens George Best."